# Liste des monuments historiques de Cordes-sur-Ciel
Ce tableau présente la liste de tous les monuments historiques classés ou inscrits dans la ville de Cordes-sur-Ciel, Tarn, en France.

## Liste
| Monument                               | Adresse                      | Coordonnées                      | Notice         | Protection | Date      | Illustration                          |
| -------------------------------------- | ---------------------------- | -------------------------------- | -------------- | ---------- | --------- | ------------------------------------- |
| Chapelle du Saint-Crucifix             | Rue du Saint Crucifix        | 44° 03′ 54″ nord, 1° 57′ 15″ est | « PA00095524 » | Classé     | 1984      | Chapelle du Saint-Crucifix            |
| Croix                                  | Place de la Halle            | 44° 03′ 48″ nord, 1° 57′ 06″ est | « PA00095525 » | Classé     | 1912      | Croix                                 |
| Église Saint-Michel                    | Place Charles Portal         | 44° 03′ 49″ nord, 1° 57′ 03″ est | « PA00095526 » | Classé     | 1922      | Église Saint-Michel                   |
| Halles                                 | Place de la Halle            | 44° 03′ 48″ nord, 1° 57′ 05″ est | « PA00095527 » | Classé     | 1944      | Halles                                |
| La Capelette Saint-Jacques             | 36 Grand-Rue de l'horloge    | 44° 03′ 46″ nord, 1° 57′ 21″ est | « PA00095528 » | Inscrit    | 1927      | La Capelette Saint-Jacques            |
| Immeuble                               | Grand-Rue Rue Saint-Grégoire | 44° 03′ 48″ nord, 1° 57′ 10″ est | « PA00095532 » | Inscrit    | 1973      | Immeuble                              |
| Maison Carrié-Boyer                    | 31 Grand-Rue                 | 44° 03′ 48″ nord, 1° 57′ 07″ est | « PA00095529 » | Classé     | 1923      | Maison Carrié-Boyer                   |
| Maison Estivalèzes                     | Grand-Rue                    | à géolocaliser                   | « PA00095539 » | Inscrit    | 1927      | Image manquante Téléverser            |
| Maison Fompeyrouse                     | 34 Grand-Rue Raimond VII     | 44° 03′ 49″ nord, 1° 57′ 03″ est | « PA00095533 » | Classé     | 1912      | Maison Fompeyrouse                    |
| Maison Gaugiran                        | 40 Grand-Rue                 | 44° 03′ 49″ nord, 1° 57′ 01″ est | « PA00095530 » | Classé     | 1923      | Maison Gaugiran                       |
| Maison Gorsse                          | 7 Grand-Rue                  | 44° 03′ 47″ nord, 1° 57′ 11″ est | « PA00095534 » | Classé     | 1951      | Maison Gorsse                         |
| Maison du Grand Écuyer                 | 79 Grand-Rue Raimond VII     | 44° 03′ 49″ nord, 1° 56′ 58″ est | « PA00095538 » | Classé     | 1907      | Maison du Grand Écuyer                |
| Maison du Grand Fauconnier             | 35 Grand-Rue Raimond VII     | 44° 03′ 48″ nord, 1° 57′ 06″ est | « PA00095535 » | Classé     | 1875      | Maison du Grand Fauconnier            |
| Maison du Grand Veneur                 | 65 Grand-Rue Raimond VII     | 44° 03′ 48″ nord, 1° 57′ 03″ est | « PA00095536 » | Classé     | 1923 1991 | Maison du Grand Veneur                |
| Maison Ladevèze                        | 71 Grand-Rue Raimond VII     | 44° 03′ 48″ nord, 1° 57′ 02″ est | « PA00095531 » | Classé     | 1922      | Maison Ladevèze                       |
| Maison Prunet                          | 33 Grand-Rue Raimond VII     | 44° 03′ 47″ nord, 1° 57′ 07″ est | « PA00095537 » | Classé     | 1923      | Maison Prunet                         |
| Moulin de la Tour                      | Lieu-dit La Tour             | 44° 04′ 02″ nord, 1° 57′ 03″ est | « PA00095540 » | Inscrit    | 1927      | Moulin de la Tour                     |
| Le Portanel                            | Le Tuadou                    | 44° 03′ 50″ nord, 1° 57′ 05″ est | « PA00095544 » | Inscrit    | 1928      | Le Portanel                           |
| Porte de l'Horloge                     | Place de l'Horloge           | 44° 03′ 46″ nord, 1° 57′ 19″ est | « PA00095541 » | Inscrit    | 1927      | Porte de l'Horloge                    |
| Porte de la Jane                       | Rue Fontourniès              | 44° 03′ 50″ nord, 1° 56′ 56″ est | « PA00095542 » | Classé     | 1962      | Porte de la Jane                      |
| Porte des Ormeaux musée Charles Portal | Place Yves Brayer            | 44° 03′ 49″ nord, 1° 56′ 55″ est | « PA00095543 » | Classé     | 1910      | Porte des Ormeauxmusée Charles Portal |
| Porte de Rous portail peint            | Grand-Rue Raimond VII        | 44° 03′ 47″ nord, 1° 57′ 10″ est | « PA00095545 » | Classé     | 1924      | Porte de Rousportail peint            |
| Porte du Vainqueur                     | Grand-Rue de la Barbacane    | 44° 03′ 47″ nord, 1° 57′ 12″ est | « PA00095546 » | Classé     | 1923      | Porte du Vainqueur                    |
| Presbytère                             | 73 Grand-Rue Raimond VII     | 44° 03′ 48″ nord, 1° 57′ 01″ est | « PA00095547 » | Classé     | 1923      | Presbytère                            |
| Remparts                               | Rue Fontourniès              | 44° 03′ 50″ nord, 1° 56′ 56″ est | « PA00095548 » | Inscrit    | 1927      | Remparts                              |
| Tour la Barbacane                      | 31 Grand-Rue de la Barbacane | 44° 03′ 47″ nord, 1° 57′ 14″ est | « PA00095549 » | Inscrit    | 1927      | Tour la Barbacane                     |